# یوبی‌آی بانکا
یوبی‌آی بانکا (به ایتالیایی: UBI Banca) گروه بانکداری ایتالیایی است، که پنجمین بانک بزرگ ایتالیا، بر پایه تعداد شعبه می‌باشد.
یوبی‌آی بانکا در تاریخ ۱ ژوئیه ۲۰۰۷ پس از ادغام دو گروه بانکی ایتالیایی، بی‌پی‌یو و بانکا لومباردی تأسیس شد. این شرکت در درجه اول یک شرکت هلدینگ برای چند بانک تعاونی ایتالیایی محسوب می‌شود، همچنین خدمات بیمه، بانکداری سرمایه‌گذاری، بانکداری الکترونیک و مدیریت دارایی را ارائه می‌نماید.